# Giovanni Battista Buonamente
Giovanni Battista Buonamente (* um 1595 in Mantua; † 29. August 1642 in Assisi) war ein italienischer Komponist und Violinist.

## Leben
Giovanni Buonamente war ein katholischer Priester und Mitglied des Franziskanerordens, er war bis etwa 1622 in den Diensten der Fürstenfamilie Gonzaga in Mantua. In den frühen Jahren dieser Anstellung stand er wahrscheinlich unter dem Einfluss von Salamone Rossi und Claudio Monteverdi. Zwischen 1626 und 1630 war er als kaiserlicher Kammermusiker und Komponist in der Wiener Hofmusikkapelle. 1627 wirkte er bei den Krönungsfeierlichkeiten Ferdinand III. in Prag mit. An der Kirche Madonna della Steccata in Parma war er 1632 für ein Jahr als Violinist tätig. 1633 wurde er Kapellmeister in Assisi, wo er bis zu seinem Tod wirkte.
Seine rund 160 sakralen Werke sind verschollen, mehrere seiner Sonaten, für ein und mehrere Streichinstrumente, sind erhalten geblieben. Seine frühen Werke stehen noch in der Tradition von Giovanni Gabrieli, später pflegte er einen aus Österreich übernommenen Violinstil. Die vielfältigen und abwechslungsreichen Besetzungen entsprechen der Vorliebe Venedigs wie auch Wiens für Pracht und Kontraste.

## Werke
- Il quarto libro de varie de sonate, sinfonie, gagliarde, corrente, e brandi per sonar con due violini & un basso di viola (Venedig, 1626)
- Il quinto libro de varie sonate, sinfonie, gagliarde, corrente, e ariette per sonar con due violini & un basso di viola (Venedig, 1629)
- Il sesto libro di sonate et canzoni ... (Venedig 1636)
- Il settimo libro di sonate, sinfonie ... (Venedig, 1637)